# Daniela Arias
Daniela Arias, née le 31 août 1994 à Bucaramanga, est une footballeuse internationale colombienne. Elle évolue actuellement en défense centrale au Wave de San Diego.

## Biographie

### En club
Daniela Arias grandit dans le quartier de Buenos Aires à Bucaramanga. À seize ans, entre dans son premier club, le Club Botín de Oro. Elle doit travailler en parallèle.
Daniela Arias commence sa carrière professionnelle en 2017 à l'Atlético Bucaramanga, le club de sa ville natale. Elle tente ensuite d'aller étudier aux États-Unis, mais sans réussir à y lancer sa carrière de footballeuse. En 2019, elle participe à une émission de télé-réalité colombienne, Desafío. Elle relance ensuite sa carrière en signant à l'Independiente Medellín, puis rejoint le Junior de Barranquilla et l'América de Cali. Avec les Diables, elle atteint la finale de la Copa Libertadores 2020.
Daniela Arias quitte la Colombie pour Pachuca en Liga MX et y dispute le tournoi de clôture 2022. Elle retourne ensuite à l'América de Cali pour y disputer la saison 2023. Elle perd en finale du championnat contre Santa Fe et chute en quarts de finale de Copa Libertadores contre les Corinthians.
En 2024, elle signe au Brésil pour les Corinthians. Elle devient titulaire indiscutable après le départ de Tarciane en avril. Elle remporte la Copa Libertadores et le championnat, et est nommée meilleure défenseure de l'année,.
Elle part pour la NWSL en 2025 et rejoint le Wave de San Diego pour 150 000 $.

### En sélection
Daniela Arias débute en 2018 sous le maillot colombien, et dispute la Copa América cette année-là. Elle remporte l'or aux Jeux panaméricains de 2019. En 2022, elle atteint la finale de la Copa América.
En 2023, elle participe à la coupe du monde, dispute l'intégralité des matches d'une sélection colombienne qui s'arrête en quarts de finale. Elle participe à la Gold Cup 2024, puis aux Jeux olympiques de Paris, où elle perd aux tirs au but face à l'Espagne en quarts de finale.